# Diablo IV
Diablo IV is een computerspel ontwikkeld en uitgegeven door Blizzard Entertainment voor de platforms Windows, PlayStation 4, PlayStation 5, Xbox One en Xbox Series. Het actierollenspel kwam uit op 6 juni 2023 en is het vierde spel in de Diablo-reeks.

## Plot
Het verhaal in het spel volgt de nasleep van Diablo III: Reaper of Souls. Een groep cultisten hebben Lilith, de dochter van Mephisto, uit de hel opgeroepen. Deze kwaadaardige macht probeert zich ditmaal te manifesteren in de Sanctuary-wereld.

## Speelwijze
Het spel is wederom een actierollenspel met hack and slash elementen. De speler kan zijn of haar personage opwaarderen met specifieke krachten, voorwerpen en vaardigheden. De uitrusting kan verder worden versterkt door deze te temperen en de verschillende onderdelen door gebruik van materialen tot meesterwerken op te waarderen.
In het spel zijn vijf klassen aangekondigd. Aanvankelijk werden de klassen Barbarian, Sorceress en Druid bekendgemaakt. In 2021 en 2022 werden de Rogue en Necromancer bekend.
De spelwereld is een open wereld. Spelers kunnen hierbij tussen verschillende regio's reizen zonder laadschermen. Ook kunnen gebieden en werelden in elke willekeurige volgorde worden voltooid. Het spel maakt, in tegenstelling tot voorgaande versies weinig gebruik van procedurele generatie van de spelwereld. Enkel de verschillende kelders en grotten worden op deze manier opgebouw. De rest van de spelwereld heeft een vooraf gedefinieerde indeling.  
Blizzard bevestigde in een bericht dat het spel geen pay2win-elementen zal gaan krijgen. Dit bericht volgde kort na het uitkomen van het controversiële spel Diablo Immortal, dat in tegenstelling wel beschikt over de fel bekritiseerde microtransacties.

## Ontvangst
| Recensiescore       | Recensiescore                 |
| Recensieverzamelaar | Score                         |
| ------------------- | ----------------------------- |
| Metacritic          | 86% (PC) 86% (PS5) 91% (XBSX) |
| Publicist           | Score                         |
| Destructoid         | 8                             |
| Famitsu             | 37/40                         |
| Gamer.nl            | (pc) 9,0/10                   |
| GameSpot            | 8                             |
| IGN                 | 9                             |
| Power Unlimited     | 80/100                        |
| FOK!                | (PS5) 7/10                    |

Diablo IV ontving positieve recensies. Men prees de sfeer in het spel, verhaal, visuele gedeelte en het levelontwerp. Kritiek was er op enkele technische punten, waaronder vertragingen en bugs, en op eindbaasgevechten.
Diablo IV werd het snelstverkopende spel in de Diablo-reeks, met een omzet van 666 miljoen Amerikaanse dollar in de eerste vijf dagen na uitgave.